# Ferrari 225S

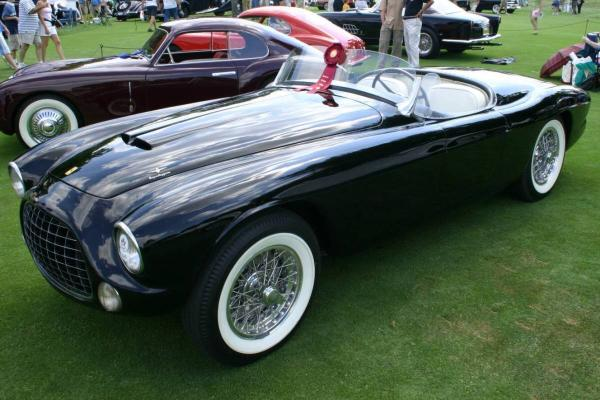
Ferrari 225S

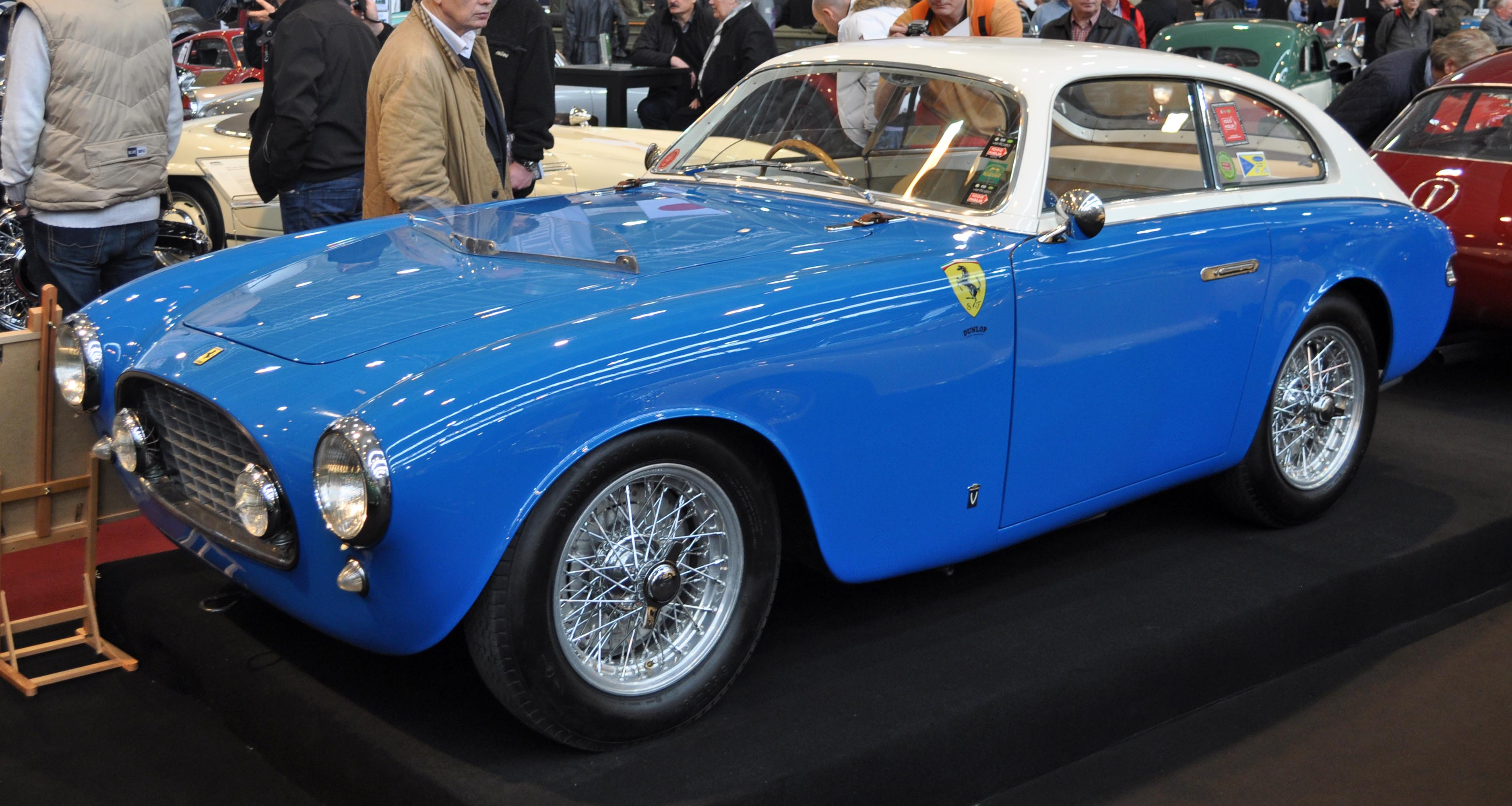
Ferrari 225S Coupé

Der Ferrari 225S ist ein 1952 gebauter Sportrennwagen des italienischen Automobilherstellers Ferrari der auch von der Rennmannschaft eingesetzt wurde. Die Bezeichnung geht auf das gerundete Volumen eines einzelnen Zylinders zurück.

## Entwicklungsgeschichte
Beim 225S handelte es sich um einen Ferrari 212 Export mit dessen auf 70 mm aufgebohrtem SOHC-V12-Motor, der aus einem Hubraum von 2715 cm³ und mit drei Weber-36DCF-Doppelvergasern bestückt 154 kW (210 PS) bei 7200/min schöpfte. Die übrige Technik des 225S entsprach mit Kastenrahmen, vorderen Doppeldreieckslenkern, einer hinteren Starrachse und Trommelbremsen rundum den anderen zeitgenössischen Ferrari-Modellen.

## Modelle
Vom 225S entstanden 1952 insgesamt 12 Spider und 7 Coupés mit Vignale-Karosserie (nach Entwürfen von Giovanni Michelotti), eine Barchetta mit Touring-Karosserie und etwa zwei weitere Fahrzeuge mit unbekanntem Aufbau. Nachfolger des 225S war der Ferrari 250S.